# Vladimir Ivanov
Vladimir Aleksandrovitj Ivanov (russisk : Владимир Александрович Иванов ; født 3. juli 1987) er en russisk badmintonspiller. Han blev mester ved den europæisk mesterskab i 2014, samt ved All England 2016, sammen med Ivan Sosonov, skabte historie ved at blive den første russiske spiller, der vandt herrenes doubletitel. Ivanov konkurrerede ved sommer-OL 2012 og 2016.